# Communauté de communes du bassin de Bologne Vignory et Froncles
Pour les articles homonymes, voir Froncles (homonymie).
La communauté de communes du bassin de Bologne Vignory et Froncles est une ancienne communauté de communes française, située dans le département de la Haute-Marne et la région Grand Est.

## Historique
La communauté de communes du bassin de Bologne Vignory et Froncles a été créée le 28 décembre 2001.
Par arrêté préfectoral du 17 novembre 2016, elle fusionne au 1er janvier 2017 avec les communautés du « pays chaumontais » (24 communes) et du « Bassin Nogentais » (17 communes) pour former la nouvelle communauté d'agglomération de Chaumont, du Bassin Nogentais et du Bassin de Bologne Vignory Froncles.

## Composition
La structure regroupait vingt-deux communes au 1er janvier 2016 :
| Nom                     | Code Insee | Gentilé         | Superficie (km2) | Population (dernière pop. légale) | Densité (hab./km2) |
| ----------------------- | ---------- | --------------- | ---------------- | --------------------------------- | ------------------ |
| Vignory (siège)         | 52524      | Vangionnais     | 19,46            | 259 (2014)                        | 13                 |
| Annéville-la-Prairie    | 52011      | Annevillais     | 5,22             | 73 (2014)                         | 14                 |
| Bologne                 | 52058      | Bolognais       | 31,26            | 1 888 (2014)                      | 60                 |
| Briaucourt              | 52075      | Briaucourtois   | 9,47             | 193 (2014)                        | 20                 |
| Cerisières              | 52091      | Cerisièrois     | 10,02            | 83 (2014)                         | 8,3                |
| Daillancourt            | 52160      | Daillancourtois | 7,91             | 83 (2014)                         | 10                 |
| Froncles                | 52211      | Fronclois       | 20,05            | 1 590 (2014)                      | 79                 |
| Guindrecourt-sur-Blaise | 52232      | Guindrecourtois | 5,52             | 45 (2014)                         | 8,2                |
| La Genevroye            | 52214      |                 | 2,83             | 30 (2014)                         | 11                 |
| Lamancine               | 52260      | Lamancinois     | 4,48             | 128 (2014)                        | 29                 |
| Marbéville              | 52310      | Marbévillois    | 17,71            | 101 (2014)                        | 5,7                |
| Meures                  | 52322      | Meurois         | 8,17             | 133 (2014)                        | 16                 |
| Mirbel                  | 52326      | Mirbellois      | 6,08             | 42 (2014)                         | 6,9                |
| Ormoy-lès-Sexfontaines  | 52367      |                 | 5,53             | 49 (2014)                         | 8,9                |
| Oudincourt              | 52371      | Oudincourtois   | 7,44             | 148 (2014)                        | 20                 |
| Rochefort-sur-la-Côte   | 52428      | Rochefortois    | 5,18             | 55 (2014)                         | 11                 |
| Rouécourt               | 52436      | Rouécourtois    | 7,82             | 50 (2014)                         | 6,4                |
| Sexfontaines            | 52472      | Sexfontainois   | 20,77            | 125 (2014)                        | 6                  |
| Soncourt-sur-Marne      | 52480      | Soncourtois     | 13,63            | 394 (2014)                        | 29                 |
| Viéville                | 52522      | Viévillois      | 11,18            | 340 (2014)                        | 30                 |
| Vouécourt               | 52547      | Vouécourtois    | 13,42            | 211 (2014)                        | 16                 |
| Vraincourt              | 52548      | Vraincourtois   | 3,48             | 85 (2014)                         | 24                 |

## Organisation

### Conseil communautaire
Le Conseil Communautaire est formé de 39 membres titulaires et de 17 suppléants.

### Liste des présidents
Le président de la communauté de communes est élu par le conseil communautaire.
| Période | Période       | Identité      | Étiquette | Qualité           |
| ------- | ------------- | ------------- | --------- | ----------------- |
| ?       | décembre 2016 | Denis Maillot |           | Maire de Viéville |

### Siège
Mairie, 52320 Vignory.

## Compétences
Nombre total de compétences exercées : 17.